# جون إن. سميث
جون إن. سميث (بالإنجليزية: John N. Smith)‏ (و. 1943 – م) هو مخرج سينمائي، وكاتب سيناريو، من كندا، ولد في مونتريال.

## وصلات خارجية
- جون إن. سميث على موقع IMDb (الإنجليزية)
- جون إن. سميث على موقع ألو سيني (الفرنسية)
- جون إن. سميث على موقع أول موفي (الإنجليزية)
- جون إن. سميث على موقع قاعدة بيانات الأفلام السويدية (السويدية)
- جون إن. سميث على موقع قاعدة بيانات الفيلم (الإنجليزية)
- جون إن. سميث على موقع كينوبويسك (الروسية)